# 4857 Altgamia
4857 Altgamia (1984 FM) là một tiểu hành tinh vành đai chính được phát hiện ngày 29 tháng 3 năm 1984 bởi Shoemaker, C. S. ở Palomar.